# 한반도 중부 낙엽수림
한반도 중부 낙엽수림(영어: Central Korea deciduous forests)은 한반도의 온대 활엽수혼합림으로, 그 범위가 남한과 북한을 가로지른다. 남쪽으로는 남한 상록수림, 북쪽으로는 만주 혼합림과 접한다. 남한 상록수림과 마찬가지로 거의 대부분 농경지나 도시로 개간되어 남아있는 면적은 5% 뿐이고, 보호구역으로 지정된 면적은 2%에 불과하다.